# 驕陽電影
驕陽電影（英語：Sundream Motion Pictures）是有線寬頻開電視全資持有的之電影製作及發行分支業務，於2005年3月23日由香港有線電視成立。其電影安排於戲院放映，及後於香港有線電視播映。管理層亦希望藉該公司的成立，重振香港電影業的聲威。

## 製作及投資電影
- 《犀照》── 由馮德倫、張茜、鍾欣桐主演
- 《情意拳拳》── 由黃子華、應采兒主演（與銀都機構聯合製作）
- 《墨攻》──由劉德華、安聖基、范冰冰主演
- 《雙子神偷》──由Twins、洪金寶、吳京主演（與英皇電影聯合製作）
- 《跟蹤》──由梁家輝、任達華、徐子珊主演
- 《夏天的尾巴》──由張睿家、ENNO、藤岡靛主演
- 《蝴蝶飛》──由周渝民、李冰冰、黃又南主演
- 《秘岸》──由莫文蔚、蔣雯麗、曾志偉、陳奕迅主演
- 《車票》──由吳奇隆、左少青、葉童主演
- 《奪標》──由張衛健、黃翠如、吳天瑜主演
- 《愛失償》（內地稱《李米的猜想》）──由周迅、鄧超、王寶強主演
- 《怪谈》──由司徒法正、陈晓华主演
- 《蕩寇》──由小田切讓、黃秋生、黃奕主演
- 《翻叮我老婆》──由陳坤、袁泉、陸毅、吳天瑜主演
- 《愛‧尋‧迷》──由關楚耀、羅霖、徐天佑、Mandy Lieu主演
- 《盂蘭神功》──由張家輝、劉心悠、吳家麗、林威主演
- 《大茶飯》──由黃秋生、蔡卓妍、黃又南主演
- 《小姐诱心》──由周柏豪、刘心悠主演
- 《四非》──由周柏豪、李悦彤主演
- 《沒女神探》──由周柏豪、王菀之主演

## 發行電影
- 《三國之見龍卸甲》──由劉德華、Maggie Q、洪金寶、安志杰主演
- 2022《北海浩劫》

## 外部連結
- 驕陽電影官方網頁 （页面存档备份，存于）
- 香港影庫上《驕陽電影》的資料（繁體中文）